# استیو میرسون
استیو میرسون (به انگلیسی: Steve Meerson) فیلمنامه‌نویس آمریکایی است که در ساخت فیلمنامه پیشتازان فضا ۴ همکاری داشته‌است.

## فیلم‌شناسی
- آنا و شاه (۱۹۹۹)
- ضربه دوجانبه (۱۹۹۱)
- بازگشت به ساحل (۱۹۸۷)
- پیشتازان فضا ۴: سفر به خانه (۱۹۸۶)